# Fessy
Fessy és un municipi francès situat al departament de l'Alta Savoia i a la regió d'Alvèrnia-Roine-Alps. L'any 2007 tenia 772 habitants.

## Demografia

### Població
El 2007 la població de fet de Fessy era de 772 persones. Hi havia 272 famílies de les quals 54 eren unipersonals (25 homes vivint sols i 29 dones vivint soles), 80 parelles sense fills, 130 parelles amb fills i 8 famílies monoparentals amb fills.
La població ha evolucionat segons el següent gràfic:
Habitants censats

### Habitatges
El 2007 hi havia 328 habitatges, 277 eren l'habitatge principal de la família, 41 eren segones residències i 11 estaven desocupats. 311 eren cases i 16 eren apartaments. Dels 277 habitatges principals, 239 estaven ocupats pels seus propietaris, 28 estaven llogats i ocupats pels llogaters i 9 estaven cedits a títol gratuït; 1 tenia una cambra, 5 en tenien dues, 29 en tenien tres, 62 en tenien quatre i 179 en tenien cinc o més. 246 habitatges disposaven pel capbaix d'una plaça de pàrquing. A 100 habitatges hi havia un automòbil i a 164 n'hi havia dos o més.

### Piràmide de població
La piràmide de població per edats i sexe el 2009 era:
| Homes | Edats   | Dones |
| ----- | ------- | ----- |
| 4     | 95 o +  | 0     |
| 0     | 90 a 94 | 4     |
| 12    | 85 a 89 | 16    |
| 0     | 80 a 84 | 8     |
| 12    | 75 a 79 | 16    |
| 4     | 70 a 74 | 4     |
| 8     | 65 a 69 | 4     |
| 12    | 60 a 64 | 4     |
| 8     | 55 a 59 | 16    |
| 20    | 50 a 54 | 16    |
| 28    | 45 a 49 | 20    |
| 16    | 40 a 44 | 12    |
| 32    | 35 a 39 | 32    |
| 36    | 30 a 34 | 16    |
| 16    | 25 a 29 | 20    |
| 8     | 20 a 24 | 4     |
| 16    | 15 a 19 | 16    |
| 16    | 10 a 14 | 24    |
| 32    | 5 a 9   | 28    |
| 24    | 0 a 4   | 32    |

## Economia
El 2007 la població en edat de treballar era de 492 persones, 377 eren actives i 115 eren inactives. De les 377 persones actives 357 estaven ocupades (197 homes i 160 dones) i 21 estaven aturades (8 homes i 13 dones). De les 115 persones inactives 25 estaven jubilades, 47 estaven estudiant i 43 estaven classificades com a «altres inactius».

### Ingressos
El 2009 a Fessy hi havia 274 unitats fiscals que integraven 761 persones, la mediana anual d'ingressos fiscals per persona era de 24.285 €.

### Activitats econòmiques
Dels 29 establiments que hi havia el 2007, 1 era d'una empresa extractiva, 1 d'una empresa alimentària, 1 d'una empresa de fabricació de material elèctric, 1 d'una empresa de fabricació d'altres productes industrials, 12 d'empreses de construcció, 1 d'una empresa de comerç i reparació d'automòbils, 2 d'empreses d'hostatgeria i restauració, 2 d'empreses d'informació i comunicació, 1 d'una empresa financera, 2 d'empreses immobiliàries, 3 d'empreses de serveis i 2 d'entitats de l'administració pública.
Dels 11 establiments de servei als particulars que hi havia el 2009, 1 era un paleta, 4 guixaires pintors, 3 fusteries, 1 lampisteria, 1 empresa de construcció i 1 restaurant.
L'any 2000 a Fessy hi havia 8 explotacions agrícoles.

## Equipaments sanitaris i escolars
El 2009 hi havia una escola elemental integrada dins d'un grup escolar amb les comunes properes formant una escola dispersa.

## Poblacions més properes
El següent diagrama mostra les poblacions més properes.